# アラン・スミシー
アラン・スミシー（英: Alan Smithee）は、アメリカ映画で1968年から1999年にかけて使われていた架空の映画監督の名前である。使用停止の年は、公式には2000年となっている。

## 概要
アメリカで、映画制作中に映画監督が何らかの理由で降板してポストが空席になったり、何らかの問題で自らの監督作品として責任を負いたくない場合にクレジットされる偽名である。使用には厳密な規定があり、映画監督からの訴えを受け付けた全米監督協会（Directors Guild of America; DGA）による審査・認定のもとに使用されていた。

## アラン・スミシーの起源
ハリウッドや独立系などアメリカの映画監督は全米監督協会という労働組合を組織している。映画製作を左右する実権を握る映画会社や映画プロデューサーに比べると映画監督は立場が弱く、全米監督協会を結成してメジャー映画スタジオと対抗することで、映画監督の待遇改善や「映画の作家」としての地位確立の権利を手にした。
勝ち取ってきた権利の中には「映画には監督の名を必ずオープニングクレジットの最後に表示する、オープニング・クレジットが省かれた場合はエンディングで最初に表示する」というものもある。これは映画監督が映画の作品的成功の功労者として認知され、映画における作家主義を確立するために重要な権利だった。こうした経緯から全米監督協会は、映画の失敗の責任も監督が負うべきであるとして、協会に所属する監督が勝手に映画からクレジットを外すことを許可していない。アラン・スミシーという偽名が導入された1968年より前は、プロデューサーや主演俳優らが自分の名前を監督としてねじ込むことを防ぐため、監督が偽名を用いることも許可していなかった。
唯一監督名を外せるのは、会社やプロデューサーらにより監督の意図しないほどの編集を加えられるなどして、監督の手から映画が奪われ、映画の失敗の責任を監督に問えない状態になるときであり、この場合にかぎり協会は監督からの訴えを審査のうえ、映画会社に対して監督名に代わり「アラン・スミシー」という偽名を使用するよう要請していた。また協会はスミシー名義を使った監督個人に対し、監督名のクレジットを拒んだ理由を決して口外しないよう要請していた。
最初にその名が監督名としてあらわれた映画は1969年に公開された『ガンファイターの最後』（Death of a Gunfighter）である。
『ガンファイターの最後』撮影中、主演のリチャード・ウィドマークは監督のロバート・トッテンと意見が対立し、監督をドン・シーゲルに代えさせた。しかし映画の完成後、トッテンもシーゲルも監督としてクレジットされ責任を負うのを拒んだ。両監督からの訴えを受けた全米監督協会は調査の結果、どちらの監督の意図もこの映画の創作に生かされなかったことについては同意した。しかし「映画には監督の名を必ずクレジットする」という協会と映画会社との約束がある以上、監督たるべき人物がいないとなると何らかの偽名をクレジットするしかない。
Alan Smitheeは "The Alias Men" （偽名の人々）のアナグラムであると説明されることもあるが、実際には次のような経緯で決められた。当初、製作者たちは「アル・スミス」（Al Smith）という架空の人物をクレジットしようとしたが、全米監督協会はすでに同名の監督がいるとして反対した。協会はアレン・スミス（Allen Smithe）という偽名を逆提案したが、そのような名の人物が将来映画監督として登場する可能性を考慮し、最終的に、実在しなさそうな人名で、なおかつ珍名として目立つことのない名前として、「アラン・スミシー」に決定した。しかし『ガンファイターの最後』は批評家から賞賛され、『ニューヨーク・タイムズ』はスミシーが実在しない人物だと気付かずに「監督のアラン・スミシーは表面をさっと描写してその背後の細部を取り出す器用な才能を持っている」という評を掲載した。
1968年に完成していたジャド・テイラー監督の『夏の日にさよなら』は、試写会の段階ではテイラー名義で公開されたものの、結果的にお蔵入りになっていた。全米監督協会はこの作品にも遡及的にこの偽名の適用を許可し、1973年11月8日に『CBSレイト・ムービー』でテレビ放映された。

## アラン・スミシーの終焉とその後
当初は無名の人物だったアラン・スミシーは、様々な映画にクレジットされるようになったが、やがて映画マニアなどの間で「アラン・スミシーは映画にトラブルが起きたときの偽名」ということが次第に知られるようになり、偽名としての意味を失っていった。「アラン・スミシー」はテレビドラマ、ミュージックビデオ、書籍など、映画以外の分野でも、責任者の降板などの際に使われるようになった。
1997年、コメディ映画『アラン・スミシー・フィルム』（An Alan Smithee Film: Burn Hollywood Burn）の中で、アラン・スミシーという名が題材に取り上げられた。さらにこの映画にも編集権をめぐる争いが起きて映画自体がアラン・スミシー名義となり、ゴールデンラズベリー賞を獲ったことが面白おかしく報じられた。これらのことで、全米監督協会はこの偽名の使用をやめることになった。
スミシーの使用中止に影響を与えた可能性のあるもうひとつの事件は、『アメリカン・ヒストリーX』公開の際、監督のトニー・ケイがスミシー名義の使用を求めて却下された事件である。スミシー名義使用に当たっての規則には、自分の名義を映画から外す理由を、監督が公に向かって語ることを禁じるというものがある。再編集を巡り主演のエドワード・ノートンらとの間で起きた争いについて、監督のケイはすでにマスコミに語ってしまっていたためにスミシー名義の使用は不可能だったが、ケイはスミシー名義の使用を許可しなかった件で全米監督協会や映画会社を訴えてニュースとなった。
2000年以降、全米監督協会は個々の案件について、毎回異なった偽名を選ぶようになっている。その最初の例は、2000年のSF映画『スーパーノヴァ』である。これはウォルター・ヒルが途中まで手掛けたものの降板し、フランシス・フォード・コッポラ、ジャック・ショルダーら後任の監督も相次いで降板したといういわくつきの映画であり、もはや監督が特定できないため、「トーマス・リー」（Thomas Lee）という架空の人物が監督としてクレジットされた。
ただし、カナダなど合衆国国外で製作されたいくつかの映画やドラマなどでは、まだアラン・スミシーという偽名を使っている場合もある。

## 主なアラン・スミシー名義の作品
ガンファイターの最後（1969年）
アラン・スミシー名義の使用のきっかけとなった映画。当初監督はロバート・トッテン、その後ドン・シーゲル。
夏の日にさよなら（1968年 / 1973年）テレビ映画
実際の監督はジャド・テイラー。映画は1968年に完成していたが、1973年にCBSに売却され、テレビ放映された。
ミッキー・ローク／ロサンゼルス美女連続殺人（1980年）テレビ映画
ジャド・テイラーの2回目のスミシー名義。
ハリー奪還（1986年）
実際の監督はスチュアート・ローゼンバーグ。
クライシス2050（1990年）
日本出資・ハリウッド製作のSF映画。日本での興行成績は惨憺たる結果に終わり、再編集版がアメリカで公開された際、リチャード・C・サラフィアン監督の意向でスミシー名義となった。
ハートに火をつけて（1991年）
デニス・ホッパー監督作品だが、最終編集権を持っていた映画会社とホッパーが衝突、ホッパーが降りてスミシー名義となった。1995年に『バックトラック』という題名でホッパー名義の版も公開された。
ヘルレイザー4（1996年）
『エルム街の悪夢』や『チャイルド・プレイ』で特殊メイクを担当したケヴィン・イェーガーの初監督作だった。
アラン・スミシー・フィルム（1998年）
『氷の微笑』の脚本で大ヒットを飛ばしたものの、『ショーガール』ではそのズレぶりが批判されてラジー賞に輝いてしまったジョー・エスターハスが脚本・製作を務めた作品。監督はアーサー・ヒラー。「アラン・スミシー」という名の人物が超大作映画を監督することになるが、映画会社による再編集に怒って監督の名義を伏せてもらおうとする。しかし全米映画監督協会の規定により使える偽名が「アラン・スミシー」しかなく、どうあってもアラン・スミシー名義にならざるを得ないと知った監督がフィルムを奪い、編集権を取り戻すため映画会社を脅迫しようとする。ハリウッドの裏側を描こうとした作品だが、当の作品もエスターハスによる編集をヒラーが嫌った争いの結果、皮肉にもアラン・スミシー名義となってしまった。5部門でラジー賞を受賞。
美しき家政婦 ウーマン・ウォンテッド（2000年）
実際の監督はキーファー・サザーランド。最後にアラン・スミシー名義が使われた映画。
その他、『デューン/砂の惑星』（デヴィッド・リンチ）、『セント・オブ・ウーマン/夢の香り』（マーティン・ブレスト）、『ヒート』（マイケル・マン）のテレビ放送用再編集版、『ジョー・ブラックをよろしく』（マーティン・ブレスト）の機内放送用再編集版など、劇場公開版から再編集されたテレビ放送版では、元の監督の納得できる編集がなされなかったという理由から、アラン・スミシー名義にされた場合がある。
2000年以降の偽名では、上述の『スーパーノヴァ』の「トーマス・リー」のほか、『世界にひとつのロマンティック』（2015年）の監督デヴィッド・O・ラッセルが降板させられた上に残されたフィルムを勝手に編集されたとして「スティーブン・グリーン」（Stephen Greene）名義になった例、『エクスポーズ 暗闇の迷宮』（2016年）の監督ジー・マリク・リントンが映画の焦点となる人物を変えてしまうような再編集を加えられたとして「デクラン・デイル」（Declan Dale）名義になった例などがある。

## 日本におけるアラン・スミシー

### 本来の用例
日本映画でアメリカにおいて本来の用法によるアラン・スミシー名義が用いられた作品には、以下の例がある。
ガンヘッド（1989年）
日本公開時は、監督を務めた原田眞人の名前がクレジットされている。
1990年代に、アメリカ合衆国向けにビデオソフトとして販売する際に、内容がアメリカ人のテイストに合わないと大幅に再編集されており、これに憤慨した原田は監督のクレジットから名前を削除し、アラン・スミシー名義となっている。

### アニメ業界での使用例
1998年頃から、日本でもいくつかのアニメ作品でアラン・スミシーが見られるようになった。『銀盤カレイドスコープ』の最終回で登場した際には「日本のTVアニメでは異例中の異例」とされたが、以降もちらほらとアラン・スミシーが現れている。アメリカ映画におけるアラン・スミシーと同様に、諸事情で作品の品質が維持できなくなった場合に、監督が降板したり、自分の名前を出すことを拒んだりした場合に用いられている。
ただし、この場合の日本の作品は全米監督協会とは何の関連もないため、前述の『カレイドスコープ』を除き直接的に「Alan Smithee」と表記されることはほとんどなく、弄られた名前が使われている。漢字表記を当てた名前である場合が多い。
ガサラキ（1998年）
1998年10月4日放送第1話 原画 「阿乱須美志」。
イケてる2人（1999年）
第7話の作画監督表記に「すみし・あれん」。
銀装騎攻オーディアン（2000年）
第16話 作画監督 「亜蘭純志」。
こちら葛飾区亀有公園前派出所（2002年）
2002年9月15日 第281話 絵コンテ 「阿蘭墨史」。
R.O.D -THE TV-（2003年）
第20話 原画 「角石阿蘭」。
真月譚 月姫（2003年）
第8話、12話 原画 「角石阿蘭」。
LAST EXILE（2003年）
第21話 作画監督 「角石亜蘭」。
光と水のダフネ（2004年）
OVA1 原画 「角石阿蘭」。
エイケン エイケンヴより愛をこめて（2004年）
後編の監督表記が「阿蘭墨©」。
銀盤カレイドスコープ（2005年）
最終話 監督名がクレジットされず、演出表記が「Alan Smi Thee」となった。
夜明け前より瑠璃色な -Crescent Love-（2006年）
第8話の演出表記に「亜乱 炭椎」（あらん すみしい）。
爆球Hit! クラッシュビーダマン（2006年）
第46話のコンテ協力表記に「阿乱 済志」（あらん すみし）。
史上最強の弟子ケンイチ（2006年）
第18話 絵コンテ 「阿蘭墨志」。
吉永さん家のガーゴイル（2006年）
第9話 絵コンテと作画監督 「阿藍隅史」。
Canvas2 〜虹色のスケッチ〜（2006年）
第16話、第18話 作画監督 「阿藍隅史」。
練馬大根ブラザーズ（2006年）
OP原画 「阿藍隅史」。
錬金3級 まじかる?ぽか〜ん（2006年）
原画 「阿藍隅史」。
奏光のストレイン（2007年）
第7話 演出、作画監督 「阿藍隅史」。
ながされて藍蘭島（2007年）
第4話、第5話、第14話 原画 「阿藍隅史」。
sola（2007年）
第13話（最終話）の作画監督表記に「阿乱 須未椎」（あらん すみしい）。
BLUE DROP 〜天使達の戯曲〜（2007年）
第12話・第13話の作画監督表記に「亜蘭 純子」（あらん すみし）。
逮捕しちゃうぞフルスロットル（2007年）
第1話の絵コンテ表記に「住吉 亜蘭」（すみよし あらん）。
うたの☆プリンスさまっ♪マジLOVE2000％（2013年）
第4話の脚本表記に「安蘭 須美志」（あらん すみし、中村誠との併記）。
ガンスリンガー ストラトス-THE ANIMATION-（2015年）
第1話 作画監督補佐 「阿乱酢味子」。
ジョーカー・ゲーム（2016年）
第2話 演出 「安乱純志」。
この素晴らしい世界に祝福を!（2016年）
第4話、第9話 絵コンテ 「亜嵐墨石」。
球詠（2020年）
第6話、第11話 演出 「阿乱須美氏」。
なお、制作現場のトラブルや切迫した状態とは関係なく、会社間の関係や契約の都合などにより担当者の名前を表立って出せない場合に、一種の代用ペンネームとして用いられた事例も存在している（参考：阿藍隅史）。

### アラン・スミシーをもじったペンネーム
- 荒木スミシ - 1968年生まれの自主映画監督、小説家。
- 阿藍隅史 - アニメーター森山雄治の別名。
- 阿蘭澄史 - フリーの芸能記者。主に芸能界を題材とした内幕本や漫画の原作者[9]。
- 阿見松ノ介 - 商業映画、オリジナルビデオ監督。名字の「阿見」はアラン・スミシーの省略という。

### 派生的用例
イニシエーション・ラブ（2015年）
堤幸彦監督の日本映画。乾くるみの同名小説が原作。
公開前発表されたメインキャストのうち、シークレット・キャストとみられる者のクレジットが「亜蘭澄司」とされた。
ワイルドアームズシリーズ
作品の一部にて「アラン・スミシー」という名称が「出自の分からないどこかの渡り鳥（冒険者）」を指す言葉として使われている。
ルパン三世VS名探偵コナン THE MOVIE
作中に出てくる架空の国「ジランバ共和国」の工作員がアラン・スミシーを名乗る。声優は、俳優の内野聖陽が務めた。

### 参考事例：名義の不表記
- アマルフィ 女神の報酬 - 「脚本」のクレジットなしで公開された日本映画。実際に脚本を手がけた2人がいずれも名前を出すのを拒んだことによるが、日本シナリオ作家協会から脚本家軽視として抗議を受けた[11][12]。
- 黒い看護婦 - フジテレビジョン系列で放映されたテレビドラマ。放映枠移動の関係で、完成時92分の作品が74分に縮められた。これに抗議した監督の平山秀幸は氏名のクレジットを拒否、エンドロールでは平山ほか撮影クルーの氏名が各人の希望によりノンクレジットとなった[13][14]。
- 真ゲッターロボ 世界最後の日 - 全13話からなるOVA作品であるが、第1話から第3話に監督のクレジットがない（第4話からは川越淳が監督となっている）。製作発表時には今川泰宏が監督とされており、クレジットがない理由は公表されていない。

### 参考事例：同様の事態における「アラン・スミシー」以外の偽名
ふしぎの海のナディア（1991年）
第34話 作画監督 「空母そ・そ・そ・そ」を始め、原画担当者全員が偽名という事態になった。
俺が好きなのは妹だけど妹じゃない（2018年）
第6話 原画 「正直困太」（しょうじきこまった）。